# Dick's Picks Volume 28
Dick's Picks Volume 28 je osmadvacátá část série koncertní alb Dick's Picks skupiny Grateful Dead. Jedná se o koncertní čtyřalbum, nahrané 26. února 1973 v Pershing Municipal Auditorium v Lincoln ve státě Nebraska (první dvě CD) a 28. února téhož toku v Salt Palace v Salt Lake City ve státě Utah (poslední dvě CD). Album vyšlo 20. dubna 2003.

## Seznam skladeb
| Disk 1 | Disk 1               | Disk 1                      | Disk 1 |
| Pořadí | Název                | Autor                       | Délka  |
| ------ | -------------------- | --------------------------- | ------ |
| 1.     | The Promised Land    | Berry                       | 3:36   |
| 2.     | Loser                | Hunter, Garcia              | 6:58   |
| 3.     | Jack Straw           | Hunter, Weir                | 5:17   |
| 4.     | Don't Ease Me In     | trad., arr. Grateful Dead   | 4:01   |
| 5.     | Looks Like Rain      | Barlow, Weir                | 7:24   |
| 6.     | Loose Lucy           | Hunter, Garcia              | 7:04   |
| 7.     | Beer Barrel Polka    | Brown, Timm, Vejvoda, Zeman | 1:07   |
| 8.     | Big Railroad Blues   | Lewis                       | 4:00   |
| 9.     | Playing in the Band  | Hunter, Hart, Weir          | 17:23  |
| 10.    | They Love Each Other | Hunter, Garcia              | 5:51   |
| 11.    | Big River            | Cash                        | 4:36   |
| 12.    | Tennessee Jed        | Hunter, Garcia              | 8:03   |

| Disk 2 | Disk 2                                 | Disk 2                                                | Disk 2 |
| Pořadí | Název                                  | Autor                                                 | Délka  |
| ------ | -------------------------------------- | ----------------------------------------------------- | ------ |
| 1.     | Greatest Story Ever Told               | Hunter, Hart, Weir                                    | 5:26   |
| 2.     | Dark Star                              | Hunter, Garcia, Hart, Kreutzman, Lesh, McKernan, Weir | 25:23  |
| 3.     | Eyes of the World                      | Hunter, Garcia                                        | 19:09  |
| 4.     | Mississippi Half-Step Uptown Toodleloo | Hunter, Garcia                                        | 8:00   |
| 5.     | Me and My Uncle                        | Phillips                                              | 3:26   |
| 6.     | Not Fade Away                          | Holly, Petty                                          | 6:34   |
| 7.     | Goin' Down the Road Feelin' Bad        | trad., arr. Grateful Dead                             | 7:52   |
| 8.     | Not Fade Away                          | Holly, Petty                                          | 3:02   |

| Disk 3 | Disk 3                   | Disk 3                    | Disk 3 |
| Pořadí | Název                    | Autor                     | Délka  |
| ------ | ------------------------ | ------------------------- | ------ |
| 1.     | Cold Rain and Snow       | trad., arr. Grateful Dead | 6:30   |
| 2.     | Beat it On Down the Line | Fuller                    | 3:23   |
| 3.     | They Love Each Other     | Hunter, Garcia            | 5:54   |
| 4.     | Mexicali Blues           | Barlow, Weir              | 4:03   |
| 5.     | Sugaree                  | Hunter, Garcia            | 8:03   |
| 6.     | Box of Rain              | Hunter, Lesh              | 5:18   |
| 7.     | El Paso                  | Robbins                   | 4:42   |
| 8.     | He's Gone                | Hunter, Garcia            | 12:06  |
| 9.     | Jack Straw               | Hunter, Weir              | 4:48   |
| 10.    | China Cat Sunflower      | Hunter, Garcia            | 7:20   |
| 11.    | I Know You Rider         | trad., arr. Grateful Dead | 5:46   |
| 12.    | Big River                | Cash                      | 4:26   |

| Disk 4 | Disk 4                               | Disk 4                     | Disk 4 |
| Pořadí | Název                                | Autor                      | Délka  |
| ------ | ------------------------------------ | -------------------------- | ------ |
| 1.     | Row Jimmy                            | Hunter, Garcia             | 8:27   |
| 2.     | Truckin'                             | Hunter, Garcia, Lesh, Weir | 12:02  |
| 3.     | The Other One                        | Kreutzman, Weir            | 15:07  |
| 4.     | Eyes of the World                    | Hunter, Garcia             | 17:02  |
| 5.     | Morning Dew                          | Dobson, Rose               | 12:40  |
| 6.     | Sugar Magnolia“ / „Sunshine Daydream | Hunter, Weir               | 9:11   |
| 7.     | And We Bid You Goodnight             | trad., arr. Grateful Dead  | 3:05   |

## Obsazení
- Jerry Garcia – sólová kytara, zpěv
- Bob Weir – rytmická kytara, zpěv
- Phil Lesh – basová kytara, zpěv
- Donna Godchaux – zpěv
- Keith Godchaux – klavír
- Bill Kreutzmann – bicí
- Ron „Pigpen“ McKernan – v duchu